# Truyền thuyết Việt Nam
Truyền thuyết là một thể loại văn học dân gian, ra đời sau truyện thần thoại, thường có yếu tố tưởng tượng kì ảo, các nhân vật, sự kiện đều liên quan đến lịch sử, là những truyện truyền miệng kể lại truyện tích các nhân vật lịch sử hoặc giải thích nguồn gốc các phong cảnh địa phương theo quan niệm của nhân dân, biện pháp nghệ thuật phổ biến của nó là khoa trương, phóng đại, đồng thời nó cũng sử dụng yếu tố hư ảo, thần kỳ như cổ tích và thần thoại.
Dựa theo nội dung truyền thuyết Việt Nam có thể chia theo các thời kì sau:
- Họ Hồng Bàng và thời kỳ Văn Lang: mang tính chất sử thi, phản ánh không khí anh hùng ca thời Hùng Vương dựng nước và trình độ khá văn minh của người Văn Lang. Các truyền thuyết tiêu biểu của thời kỳ này là Lạc Long Quân-Âu Cơ, Phù Đổng Thiên Vương,Bánh Chưng, Bánh Giày, Sự tích Dưa Hấu, Chử Đồng Tử-Tiên Dung, Sơn Tinh-Thủy Tinh, Thánh Hùng Linh Công, Hùng Vương thứ sáu...
- Thời kỳ Âu Lạc: Nước Âu Lạc của An Dương Vương tồn tại khoảng 50 năm (257 TCN-208 TCN). Truyền thuyết tiêu biểu của thời Âu Lạc là truyện An Dương Vương, kết cấu gồm hai phần: phần đầu là lịch sử chiến thắng, phần sau là lịch sử chiến bại (Mị Châu-Trọng Thủy).
- Thời kỳ Bắc thuộc: Thời kỳ Bắc thuộc hơn 10 thế kỷ (207 TCN-938) là thời kỳ bị xâm lược và chiến đấu giành độc lập của dân tộc Việt Nam. Các truyền thuyết phản ánh các cuộc vũ trang khởi nghĩa chống xâm lược thời kỳ Bắc thuộc là Hai Bà Trưng, Bà Triệu, Lý Bí...
- Thời kỳ phong kiến tự chủ: Từ thế kỉ X đến thế kỉ XV, giai cấp phong kiến Việt Nam xây dựng một quốc gia thống nhất, củng cố nền độc lập dân tộc. Từ thế kỉ XVI đến thế kỉ XIX là sự suy sụp của các triều đại phong kiến. Các truyền thuyết của thời kỳ nầy gồm các nhóm sau đây:
  - Anh hùng chống ngoại xâm: Yết Kiêu, Trần Hưng Đạo, Nguyễn Trãi...
  - Danh nhân văn hóa: Chu Văn An, Trạng Trình...
  - Lịch sử địa danh: Sự tích Hồ Gươm, Sự tích Núi Ngũ Hành...
  - Anh hùng nông dân: Chàng Lía, Quận He, Ba Vành...
  - Anh hùng nông dân không có yếu tố thần kỳ:  Chàng Lía, Lê Văn Khôi...

GS. Lê Chí Quế đã đưa ra một số đặc trưng nghệ thuật của truyền thuyết dân gian như sau:
1. Truyền thuyết dân gian được xây dựng trên cơ sở một cốt lõi lịch sử và được chắp thêm đôi cánh "thơ và mộng" nghĩa là sự hư cấu hoang đường. Yếu tố hoang đường trong truyền thuyết mang tính chất thi vị, làm tăng vẻ đẹp, sự oai hùng của nhân vật mà nhân dân kính trọng. Mặt khác nó còn biểu hiện sự rơi rớt của tín ngưỡng dân gian thời nguyên thủy và sự xâm nhập của những yếu tố tôn giáo sau này (Phật, Đạo).
2. Nếu như thời gian trong thần thoại là buổi hồng hoang, khi trời đất chưa phân chia, con người chưa đông đúc, thời gian trong truyện cổ tích là thời quá khứ phiếm định "ngày xửa, ngày xưa", thì thời gian trong truyền thuyết là thời gian quá khứ - xác định. Truyền thuyết nào cũng kể về chuyện đã xảy ra rồi và vào một thời kỳ lịch sử nhất định nào đó (Vào thời đại Hùng Vương, cách đây 4000 năm, vào thời An Dương Vương cách đây trên 2000 năm, vào thời Hai Bà Trưng thế kỷ thứ I, Bà Triệu thế kỷ thứ III, Lê Lợi thế kỷ thứ XV...). Tuy nhiên thật khó mà đoán định khoảng cách giữa thời gian sự kiện và thời gian sáng tạo tác phẩm.
3. Kết cấu của truyền thuyết gần giống kết cấu của thần thoại, cổ tích là kết cấu trực tuyến, không có đồng hiện và sự quay trở lại. Sự việc trong truyền thuyết không đầy đủ chi tiết như trong sử biên niên. Phần giới thiệu lai lịch nhân vật và kết cục cuộc đời thường được hư cấu kỳ diệu: Đinh Bộ Lĩnh là con của Rái Cá, Bà Trưng mất một cách đột ngột sau đêm ngủ say và hồn bay lên trời làm phúc thần, tạo nên mưa thuận gió hòa cho hạ giới.
4. Truyền thuyết thường gắn với các di tích vật chất (gò, đồi, sông, suối...), các di tích văn hóa (đền thờ, tháp, chùa, tượng...) các phong tục và lễ hội (hội Dóng, hội Kiếp bạc, giỗ trận Đống Đa...)